# 카이로 타워
카이로 타워(아랍어: برج القاهرة, Borg Al-Qāhira)는 이집트 카이로에 위치한 독립형 콘크리트 타워이다. 187m(617ft), 이집트와 북아프리카에서 약 50년 동안 가장 높은 구조물이었다. 남아프리카 공화국의 힐브라우 타워를 능가하는 1971년까지 10년 동안 아프리카에서 가장 높은 구조물이었다.
카이로의 잘 알려진 현대 기념물 중 하나는 때로는 기자의 피라미드 다음으로 이집트에서 두 번째로 유명한 랜드마크로 여겨지며 도심에서 가까운 나일강의 게자라 섬에 있는 게자라 지구에 있다.

## 역사
1954년부터 1961년까지 건축된 이 탑은 이집트 건축가 노오음 셥빕에 의해 설계되었다.  그 부분적으로 열린 격자 작업 디자인은 고대 이집트의 상징적인 상징인 파라오 연꽃 식물을 연상케하기 위한 것이다. 타워에는 원형 전망대와 회전식 레스토랑이 있어 더 그레이터 카이로를 볼 수 있다. 1회전에는 약 70분이 소요된다.
1960년대에 가말 압델 나세르 이집트 대통령은 탑 건설을 위한 기금이 미국 정부에 기인한다고 발표했다. 그는 자신의 이익을 위해 개인 선물로 600만 달러를 기부했다. 나세르 장관은 뇌물수수 시도에 직면 해이 자금의 전부를 이집트 정부에 전가함으로써 미국 정부를 공개적으로 비난하기로 결정했다. 타워 건설에 사용하기 위해 나일강은 "나일강 건너편의 미국 대사관에서 조롱하는 모습을 보였다. 아랍 저항과 자존심의 상징"이라고 밝혔다.
2004년 11월과 2009년 5월 17일 사이에 EGP는 3천 5백만 건의 복원 프로젝트를 수행하여 2011년 4월 50주년을 맞았다.

## 갱신됨
카이로 타워를 개조 작업에 의해 2006년부터 2008년까지 2년 정도 지속 기업 아랍 계약자 이집트와 위탁 과정의 복원 및 수리의 약 15만 파운드, 치료 및 복구 포함의 콘크리트 타워와 3개 구조를 추가했다. 역할의 아래로 금속을 타워 레스토랑 선체 타워와 역할의 마지막 가장 높은 정문을 비상 계단의 설치, 방문객을 위한 엘리베이터, 탑 입구의 개발, 탑의 정면 완성 및 새로운 외부조명을 추가했다.

## 갤러리

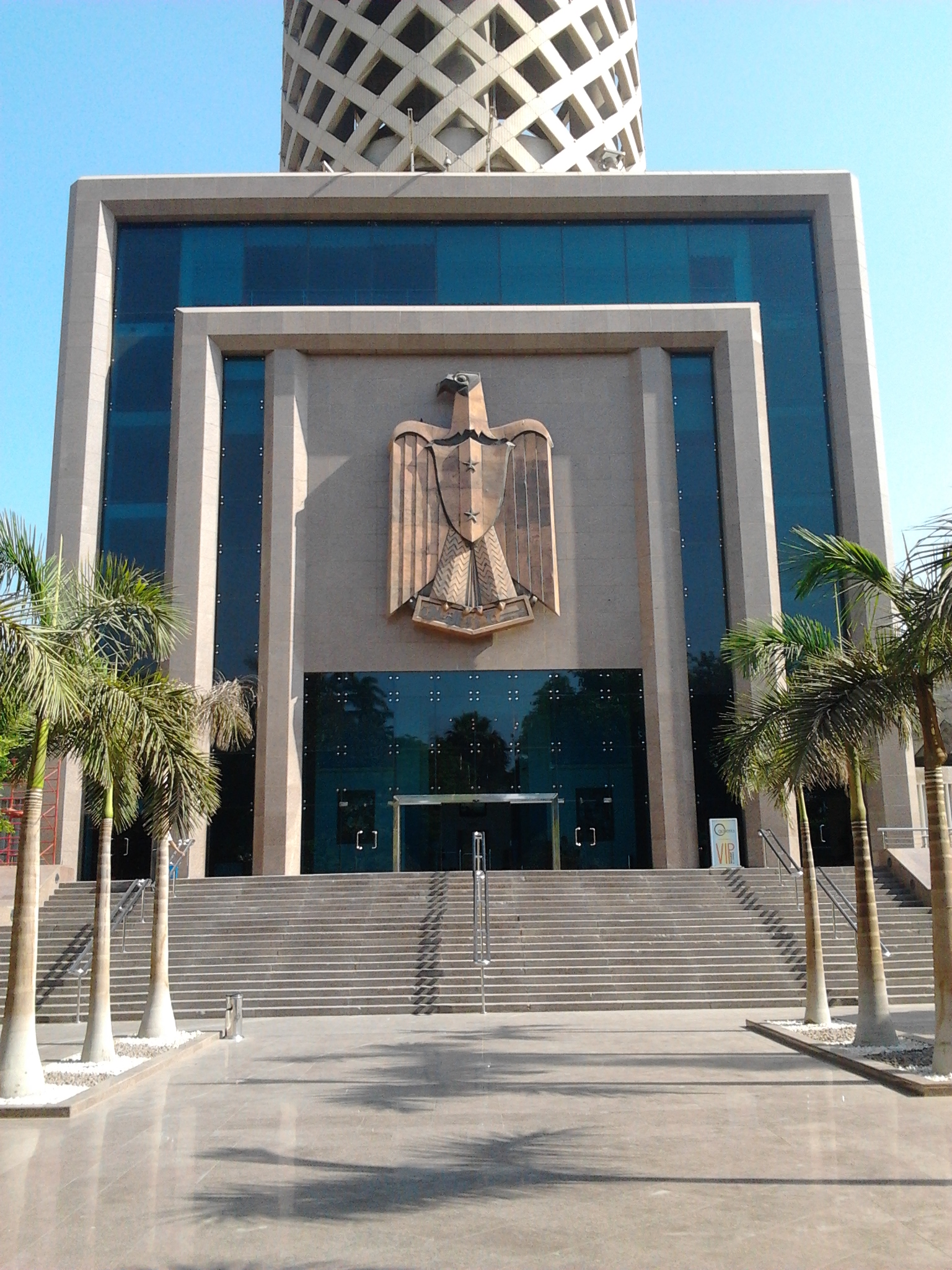
카이로 타워 입구
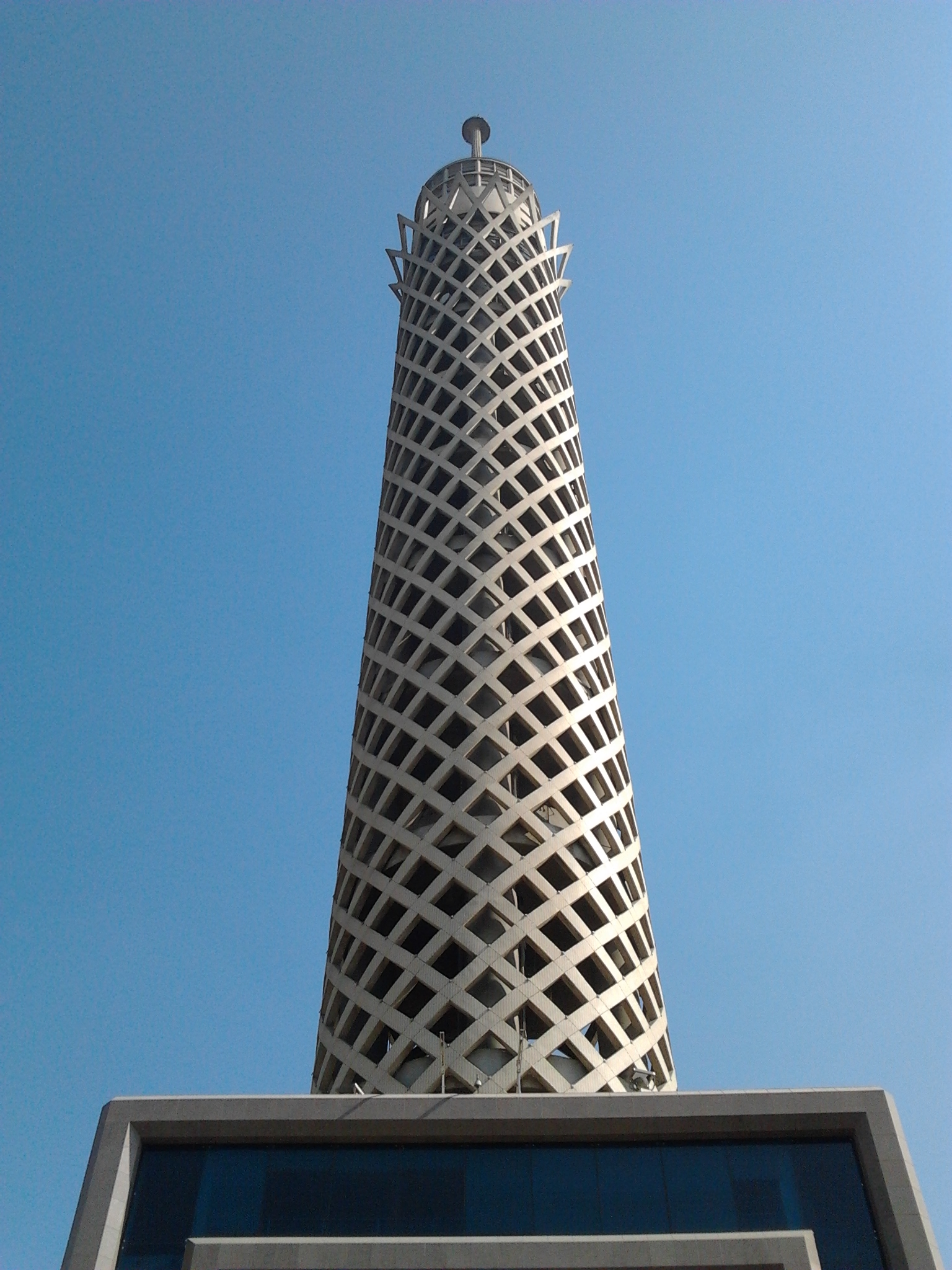
아래에서 바라본 카이로 타워

## 같이 보기
- 이집트의 마천루 목록
- 카이로의 마천루 목록
- 중동의 마천루 목록
- 국가별 구조물 목록
- 높이순 타워 목록
- 회전 레스토랑 목록